# Dogg Food
Dogg Food – debiutancki album amerykańskiego zespołu hip-hopowego Tha Dogg Pound. Został wydany 31 października 1995 roku nakładem wytwórni Death Row i Interscope.
Album zadebiutował na 1. miejscu amerykańskiej listy sprzedaży Billboard 200 ze sprzedażą 277 500 egzemplarzy w pierwszym tygodniu.

## Lista utworów
| Nr | Tytuł                                    | Goście                                                              | Producent(ci)             |
| -- | ---------------------------------------- | ------------------------------------------------------------------- | ------------------------- |
| 1  | Intro                                    | Ricky Harris                                                        | Daz Dillinger             |
| 2  | Dogg Pound Gangstaz                      | Snoop Doggy Dogg                                                    | Daz Dillinger             |
| 3  | Respect                                  | Nanci Fletcher, Dr. Dre, Big Pimpin’ Delemond, Prince Ital Joe      | Daz Dillinger             |
| 4  | New York, New York                       | Snoop Doggy Dogg                                                    | DJ Pooh                   |
| 5  | Smooth                                   | Snoop Doggy Dogg, Val Young, Kevin "Slo Jammin" James, Ricky Harris | DJ Pooh                   |
| 6  | Cyco-Lic-No (Bitch Azz Niggaz)           | Mr. Malik, Snoop Doggy Dogg                                         | Daz Dillinger             |
| 7  | Ridin', Slipin', and Slidin'             | South Sentral, Kevin Vernado                                        | Daz Dillinger, Dave Swang |
| 8  | Big Pimpin’ 2                            | Big Pimpin’ Delemond                                                | Daz Dillinger             |
| 9  | Let's Play House                         | Dr. Dre, Michel’le, Nate Dogg                                       | Daz Dillinger             |
| 10 | I Don’t Like To Dream About Gettin' Paid | Nate Dogg                                                           | Daz Dillinger             |
| 11 | Do What I Feel                           | The Lady of Rage                                                    | Daz Dillinger             |
| 12 | If We All Fucc                           | Snoop Doggy Dogg                                                    | Daz Dillinger             |
| 13 | Some Bomb Azz Pussy                      | Snoop Doggy Dogg, Big C Style, Joe Cool                             | Daz Dillinger             |
| 14 | A Dogg'z Day Afternoon                   | Nate Dogg                                                           | Daz Dillinger             |
| 15 | Reality                                  | Tray Deee                                                           | Daz Dillinger             |
| 16 | One By One                               |                                                                     | Daz Dillinger             |
| 17 | Sooo Much Style                          |                                                                     | Soopafly                  |